# 王毛仲
王 毛仲（おう もうちゅう、朝鮮語: 왕모중례、? - 731年）は、唐の第六代皇帝・玄宗の下人。高句麗人。中国漢王朝の武帝が紀元前108年に朝鮮半島に設置した楽浪郡で勢力を張った中国系豪族・楽浪王氏の遺民とみられる。

## 概要
中国には古来、イヌの飼育に携わる官吏がいた。唐代でも東宮にラクダ、ウマ、タカ、イヌの飼育場があり、王毛仲はその飼育に従事していた。
南北朝時代から隋唐時代の楽浪王氏出身者に、王波、王班、王定国、王唐成、王光祖、王禎、王基、明徳皇后、王盟などがいるが、これらの人物は楽浪郡出身ではなく、中国出身であり、楽浪王氏は、朝鮮から中国に移住した者が相当程度達している。唐代の王毛仲は、『旧唐書』巻百六・王毛仲伝に本高麗人也とし、楽浪郡代から相当経過しているため、高句麗に著しく同化していることが窺える。